# گورستان لله لو
گورستان لله لو مربوط به هزاره اول قم است و در شهرستان ورزقان، بخش مرکزی، دهستان ازومدل جنوبی، ۴۰۰ متری شمال غربی روستای لله لو واقع شده و این اثر در تاریخ ۱۲ شهریور ۱۳۸۶ با شمارهٔ ثبت ۱۹۳۴۰ به‌عنوان یکی از آثار ملی ایران به ثبت رسیده است.